# A Change of Seasons
A Change of Seasons es un EP de la banda norteamericana de metal progresivo Dream Theater. Fue editado en 1995.
El extended play consta de dos grandes partes, la primera, llamada como el disco, A Change of Seasons, es un trabajo que venía haciendo la banda después el lanzamiento de su disco When Dream and Day Unite, de 1989, cuyas primeras versiones pueden escucharse en los demos de su disco posterior, Images and Words. Sin embargo no fue lanzada hasta 1995.
La canción tiene aproximadamente veintitrés minutos de duración y consta de siete temas, todos continuados. La segunda parte contiene temas de un recital dedicado a las influencias musicales de la banda. También es el debut del teclista Derek Sherinian con Dream Theater, quien reemplazó a Kevin Moore.
Según Mike Portnoy los comienzos oficiales de cada sección de la canción son los siguientes:
1. - I. The Crimson Sunrise 0:00
  - II. Innocence 3:50
  - III. Carpe Diem 6:54
  - IV. The Darkest of Winters 10:08
  - V. Another World 13:01
  - VI. The Inevitable Summer 16:59
  - VII. The Crimson Sunset 20:12

## Listado de pistas
1. A Change of Seasons – 23:06 (música de Dream Theater, letras de Portnoy)
  - I. The Crimson Sunrise
  - II. Innocence
  - III. Carpe Diem
  - IV. The Darkest of Winters
  - V. Another World
  - VI. The Inevitable Summer
  - VII. The Crimson Sunset
2. Funeral for a Friend, Love Lies Bleeding – 10:49 (Elton John)
3. Perfect Strangers – 5:33 (Deep Purple)
4. The Rover, Achilles Last Stand, The Song Remains the Same – 7:28 (Led Zeppelin)
5. The Big Medley – 10:34 
  - I. In the Flesh? – (Pink Floyd)    0:00 - 2:25
  - II. Carry On Wayward Son – (Kansas)    2:25 - 4:44
  - III. Bohemian Rhapsody –(Queen)    4:44 - 6:00
  - IV. Lovin, Touchin, Squeezin – (Journey)    6:00 - 8:00
  - V. Cruise Control – (Dixie Dregs)    8:00 - 9:10
  - VI. Turn It on Again – (Genesis)    9:10 - 10:49

## Intérpretes
- James LaBrie – Voz
- John Myung – Bajo
- John Petrucci – Guitarras
- Mike Portnoy – Baterías
- Derek Sherinian – Teclados

## Actuación en las carteleras
Billboard 200:
- A Change of Seasons - #58

- Datos: Q300352